# Pithiviers
Pithiviers je francouzská obec v departementu Loiret v regionu Centre-Val de Loire. V roce 2012 zde žilo 8 966 obyvatel. Je centrem arrondissementu Pithiviers.

## Významné osobnosti
- Marie NDiaye – francouzská spisovatelka